# Hidroelektrana Jaruga
Hidroelektrana Jaruga ili HE Jaruga jedna je od najstarijih hidroelektrana za proizvodnju izmjenične struje u svijetu. Sagrađena je ispod slapa Skradinskog buka na rijeci Krki, što je danas unutar Nacionalnog parka Krka.
Dana 28. kolovoza 1895., samo dva dana nakon prve hidroelektrane za proizvudnju višefazne izmjenične struje na slapovima Niagare, pušten je u pogon prvi hrvatski te jedan od prvih svjetskih elektroenergetskih sustava s prijenosom energije na veće udaljenosti, s izvorom Hidroelektrane Krka. Do tada je u svijetu postojalo tek nekoliko elektrana s jednom fazom izmjenične struje.
Nakon HE Krke, poslije nazvane Jaruga I, gradi se mnogo veća hidroelektrana Jaruga II 1903. godine. HE Jaruga 2 imala je veći broj obnavljanja, i to 1916., 1937., 1970. i 1995. godine, ali je način rada do danas ostao isti.

## Povijest gradnje
Ispod slapa Skradinskog buka sagrađena je strojarnica s turbinama, dva generatora (42 Hz, 550 kW) i transformatorom koje je izradilo mađarsko poduzeće Ganz. Sagrađen je i 11,5 km dug dalekovod na drvenim stupovima do obližnjeg Šibenika, te je Šibenik bio prvi grad u svijetu koji je dobio izmjeničnu električnu struju za svoja postrojenja. Tri godine kasnije počeli su radovi na proširenju i modernizaciji hidroelektrane. Nova hidroelektrana HE Jaruga 2 sagrađena je 1903. i radi do danas. Zanimljivo je da je američki grad Buffalo (NY), koji je spojen na hidroelektranu koju je Tesla izgradio na slapovima Niagare, osvijetljen pomoću izmjenične struje tek 15. studenoga 1896., više od godinu dana nakon Šibenika. 

## Hidroelektrana Jaruga 2
Hidroelektrana Jaruga 2 je zadnja u nizu hidroelektrana na području sliva rijeke Krke. Koristi konstruktivni pad vode od otprilike 26 metara, koji je dio prirodnog pada koji iznosi 45 metara, a odnosi se na vodopad Skradinski buk. Uzvodno od vodopada nalazi se Visovačko jezero, a nizvodno su jezera Krka i Prokljansko, na koje utječe i morska voda. Hidroelektrana Jaruga 2 je tipična derivacijska hidroelektrana kod koje ne postoji mogućnost regulacije vode.
Sustav Hidroelektrane Jaruga uključuje odvojeni dovodni kanal u međi malog zatvorenog dijela Krke, na području vodopada Skradinski buk. Preljev brane se nalazi negdje na polovini vodopada na otprilike 25,3 metara visine. Sama dovodna građevina sastoji se od sedrenog tunela koji ima gravitacijski tok, betonskog kanala sa skoro okomitim stranicama, koji vodi u spremnik vode, te dva regulatora protoka vode (tlačni cjevovod) koji vode do vodnih turbina, uz naravno sve potrebne ventile. Duljina sedrenog tunela je 82,7 metara, betonskog kanala 78 metara, a tlačnog cjevovoda 28 metara. Strojarnica je velika zgrada od opeke, visine 14 metara i dimenzija 13 x 35 metara i u njoj se nalaze dvije Francis turbine čija je pojedinačna snaga 3,6 MW (ukupna snaga 7,2 MW), a pojedinačni protok 15,5 m3/s (ukupni volumni protok 31 m3/s). Generatori su snaga 4 MVA, te su kao i vodne turbine proizvedeni 1937. Vodne turbine su austrijskog proizvođača Voitha, a izvorne generatore napravio je Ganz još 1903., ali su 1937. pri obnovi hidroelektrane uzeti generatori od Končara. Prosječna godišnja proizvodnja je 28 GWh električne energije, 2009. je proizvedeno 34,3 GWh, a rekord je postavljen 1974. kada je proizvedeno čak 41 GWh električne energije.